# Agamerion coeruleiventre
Agamerion coeruleiventre är en stekelart som beskrevs av William Harris Ashmead 1900. Agamerion coeruleiventre ingår i släktet Agamerion och familjen puppglanssteklar. Inga underarter finns listade i Catalogue of Life.